# Möbel Leitner

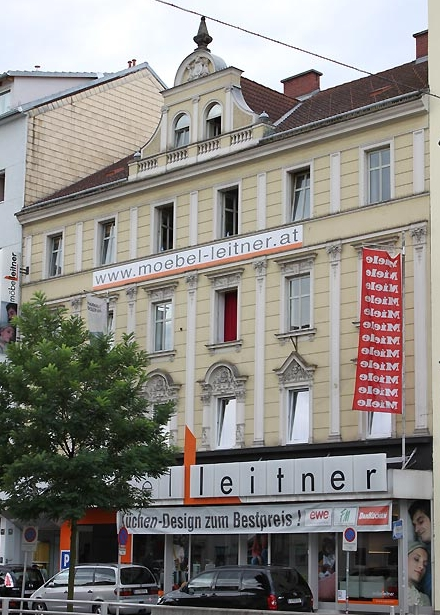
Möbel Leitner

Möbel Leitner war ein Linzer Einrichtungshaus, das von 1906 bis 2017 in Familienbesitz war und daraufhin geschlossen wurde.

## Standort
Das Haus Möbel Leitner befand sich in der Wiener Straße 44 gegenüber der Herz-Jesu-Kirche. Der Standort im Andreas-Hofer-Platzviertel gehört zum Linzer Stadtteil Bulgariplatz. Seit 2017 ist das Möbelgeschäft geschlossen, angepriesen wurde ein luxuriöser Neubau am Gelände des ehemaligen Möbel Leitner, jedoch steht das Gebäude bis heute (Stand: Januar 2025) immer noch leer und wirkt verwaist. 

## Geschichte
Das Wohn- und Geschäftshaus wurde 1906 durch Baumeister Franz Weinberger erbaut. Auftraggeber war Ferdinand Leitner. 1927 wurde das Tapezierergewerbe angemeldet. Es folgten die Anfertigung von Polstermöbeln, auch nach eigenen Entwürfen, sowie eine fabriksmäßige Erzeugung von Matratzen. Im Jahr 1930 wurde das Gebäude auf drei Geschoße aufgestockt, die Baumeister waren Wilhelm Fabigan und Carl Feichtinger. 1945 wurde das Betriebsgebäude durch einen Bombenangriff zerstört.
Nach dem Wiederaufbau wurde 1963 mit dem Möbelhandel begonnen, vier Jahre später zerstörte ein Brand einen Teil des Geschäftes. Nach den Auf- und Umbauarbeiten wurde 1969 das erste Linzer Möbelhaus mit 160 Metern Schaufensterlänge eröffnet. 1976 wurde dazugebaut und die Ausstellungsfläche auf 2000 m² erweitert. 1984 wurden die Werkstätten und der erste Stock ausgebaut. Die Max Leitner OHG betreibt heute in dem Gebäude Handel mit Möbeln, Lampen und weiteren Waren für Raumausstattung.

### Galerie Artpark

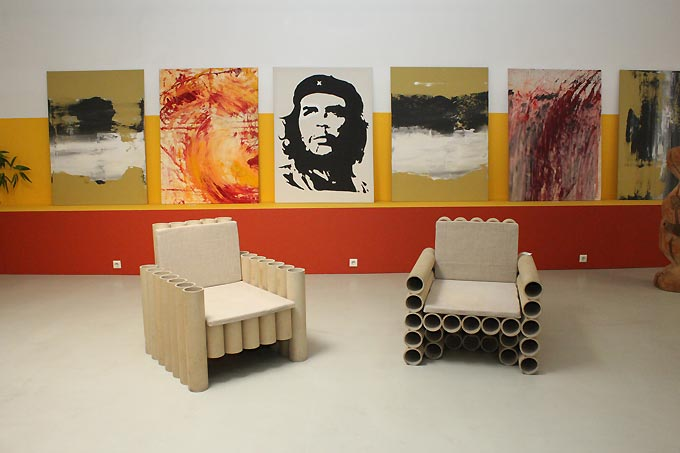
Galerie Artpark im ersten Stock

Seit August 2010 ist die 2005 von Manfred Kielnhofer gegründete und gemeinsam mit Manfred Koutek geführte Linzer Galerie Artpark im ersten Stock untergebracht. Auf 400 Quadratmetern Ausstellungsfläche wird zeitgenössische Kunst gezeigt.

## Architektur
Das Haus „Möbel Leitner“ ist ein späthistoristisches Wohnhaus mit etwas reicher gestalteter Fassade. Durch den Einbau des Geschäftes in das Erdgeschoß ist dessen ursprüngliche Gestaltung nicht mehr erhalten. Die durch Riesen-Wandpfeiler mit Maskenkapitellen gegliederte Fassade ist durchgehend genutet. Die Hauptgeschoßfenster sind mit reichem spätbarockisierendem Dekor ausgestattet. Bei den Mittelachsen befinden sich Segmentgiebel, die Randachsen sind mit geknickten Dreiecksgiebeln mit Puttokopfdekor und Volutenkartuschen in den Sturzfeldern ausgestaltet. Die Fenster der Mittelachsen sind von Halbsäulen gerahmt und mit reichem Renaissancedekor und Kompositkapitellen verziert. Das 1930 dazugebaute oberste Geschoß ist abgesetzt und im Stil nachempfunden, jedoch schlichter.
Markant ist der zweiachsige Attikaaufsatz in manieristischen Formen mit Rundbogenfenstern. Eine Scheinbalustrade und Segmentgiebel vervollständigen das Ensemble. Im Feld des Segmentgiebels sind zwei Kartuschen haltende Putti zu erkennen. Diese Kartusche trägt die Inschrift "LF", die Initialen des Bauherrn Ferdinand Leitner.